# L'Ínsula
L'Ínsula és una partida rural constituïda per camps de conreu de secà del terme municipal de Conca de Dalt, a l'antic terme de Toralla i Serradell, al Pallars Jussà, en territori del poble de Rivert.
Està situat al sud-est de Rivert, a prop i a l'esquerra del barranc de Rivert, al sud dels Campets i al sud-oest de Serboixos, a llevant i davant de les Costes. Discorre pel seu costat de llevant un dels trams conservats del Camí vell de Salàs de Pallars a Rivert.